# Siefredo de Northumbria
Siefredo (en nórdico antiguo: Sigfrøðr) fue un rey de Northumbria. Las pruebas numismáticas sugieren que gobernó desde el año 895 hasta el 900, sucediendo a Godofredo de Jórvik.

## Descubrimiento
En 1840 se encontró en Cuerdale (Lancashire, Inglaterra) un tesoro de más de 8.000 piezas (conocido como el tesoro de Cuerdale). En el hallazgo había varias monedas de plata de Northumbria con la inscripción «SIEFREDUS REX» (Rey Siefredo), lo que indica la existencia de un rey desconocido hasta entonces. El nombre de otro rey desconocido hasta entonces, Canuto, también aparece en las monedas encontradas en el tesoro de Cuerdale. La secuencia de emisiones de monedas indica que Canuto gobernó después de Siefredo, desde alrededor del 900 hasta 905. También sugiere que Siefredo sucedió a Godofredo de Jórvik y gobernó desde 895 hasta 900 aproximadamente. Los nombres de Canuto y Siefredo aparecen en algunas monedas, lo que indica que quizás fueron cogobernantes durante un tiempo.

## Identidad
El historiador Alfred P. Smyth ha propuesto que Siefredo podría ser Sigfrith, el líder que dirigió una flota vikinga contra Wessex en 893. Además, se ha sugerido su vinculación con la figura de Jarl Sichfrith, quien reclamó el reino de Dublín en ese mismo año. Aunque no hay forma de saber con seguridad si el Sichfrith mencionado en los Anales irlandeses y Siefredo son la misma persona, es plausible que en este período hubiera contacto entre los reinos vikingos de Northumbria y Dublín. Se han propuesto dos teorías opuestas sobre los orígenes de Siefredo. Smyth ha propuesto que se trata de un northumbriano que navegó a Dublín después de que su flota y sus tropas desembarcaran en Wessex. Según esta teoría, Siefredo fracasó en su intento de tomar la ciudad y provocó las luchas entre los vikingos de Dublín que señalan los Anales de Úlster. El autor e historiador Angus, en cambio, propone que Siefredo era un dublinés que se marchó a Inglaterra tras fracasar en su intento de tomar el trono. La explicación de Smyth se considera la más probable, ya que Æthelweard en su Chronicon da a entender que Sichfrith era de Northumbria. Una propuesta totalmente diferente, propuesta por Cannon y Hargreaves, es que Siefredus es idéntico a su sucesor, Canuto.